# Kościół św. Stanisława Biskupa Męczennika w Stoczku
Kościół świętego Stanisława Biskupa Męczennika w Stoczku – rzymskokatolicki kościół parafialny należący do dekanatu Węgrów diecezji drohiczyńskiej.
W dniu 4 marca 1893 roku parafianie stoczkowscy wyrazili zgodę na utworzenie funduszu na wzniesienie nowego kościoła, ponieważ stara budowla nie nadawała się do remontu. Prace budowlane rozpoczęły się w dniu 12 czerwca 1895 roku. Kamień węgielny został poświęcony w dniu 28 lipca 1895 roku przez księdza Stanisława Broniszewskiego, dziekana węgrowskiego. Świątynia została wybudowana w latach 1895-1897, dzięki staraniom księdza Stefana Obłozy, proboszcza w Stoczku (1893-1902) a także miejscowych ziemian, szlachty i chłopów. Projekt kościoła w stylu neoromańskim (Rohbau) został wykonany przez architekta Kazimierza Zajączkowskiego, głównego budowniczego powiatu węgrowskiego. Budowla została poświęcona w dniu 28 sierpnia 1897 roku przez wspomnianego wyżej dziekana węgrowskiego. Świątynia została konsekrowana 2 lata później w dniu 27 sierpnia 1899 roku, uroczystości przewodniczył ksiądz Franciszek Leliwa Jaczewski, biskup lubelski i administrator apostolski diecezji podlaskiej.